# Mossad 101
Mossad 101, también conocido como HaMidrasha (en hebreo: : המדרשה; en inglés The Seminar), es un drama israelí transmitido del 31 de octubre del 2015 hasta el 19 de enero del 2016 por medio de la cadena Channel 2.
La serie fue creada por Izhar Harlev, Uri Levron y Daniel Syrkin, y explora el lado humano y moral de estos agentes, cuenta sus secretos y muestra lo que significa ser un agente del Mossad.

## Historia
La serie sigue un curso de formación de 13 cadetes para la agencia de inteligencia israelí Mossad quienes deben aprender a utilizar diferentes métodos para localizar, organizar y atrapar objetivos. Los agentes entrenan en un compuesto secreto del Mossad llamado "HaMidrasha" («El Seminario»), el cual está rodeado de cámaras de vigilancia y equipado con los mejores dispositivos tecnológicos.
Yonah Harari, un destacado agente secreto del Mossad, es el encargado de liderar el curso luego de cometer un error durante una misión en Bulgaria. Bajo su tutela, los aspirantes a convertirse en agentes deben superar la fuerte instrucción que consiste en llevarlos a límite de sus posibilidades físicas y mentales, mientras son enviados a realizar misiones complicadas para probar sus habilidades de improvisación, seducción y suplantación. 
A pesar de ser principiantes, sus instintos empezarán lentamente a desarrollarse. Sin embargo, algunos comenzarán a sospechar de por qué fueron aceptados, mientras que otros dudarán de sus convicciones y se plantearán si vale la pena seguir adelante.

## Personajes

### Personajes principales
| Actor          | Personaje              | Ocupación                                                | Episodios | Duración    |
| -------------- | ---------------------- | -------------------------------------------------------- | --------- | ----------- |
| Yehuda Levi    | Yonna "Kinder" Harari  | Agente del Mossad / Comandante del Curso                 | 13        | 2015 - 2016 |
| Soraya Torrens | Katrina Anolyo         | Agente del Mossad (en entrenamiento)                     | 13        | 2015 - 2016 |
| Itay Tiran     | Avishay "Avsha" Angler | Agente del Mossad (en entrenamiento)                     | 13        | 2015 - 2016 |
| Yaniv Biton    | Kobi Frachdel          | Agente del Mossad (en entrenamiento)                     | 13        | 2015 - 2016 |
| Genia Snop     | Sveta Sharansky        | Agente del Mossad (en entrenamiento)                     | 13        | 2015 - 2016 |
| Hana Laszlo    | Doris Levi             | Agente del Mossad (en entrenamiento)                     | 13        | 2015 - 2016 |
| Shai Avivi     | Micha Shuster          | Subdirector del Mossad                                   | 13        | 2015 - 2016 |
| Yehoram Gaon   | Simon                  | ex-Agente del Mossad / Guía del Curso                    | 13        | 2015 - 2016 |
| Liron Weismann | Avigail Lerman         | Psicóloga del Curso                                      | 13        | 2015 - 2016 |
| Dan Shapira    | Hanoch Gat             | Agente del Mossad (en entrenamiento) / ex-piloto de F-16 | 12        | 2015 - 2016 |
| Aki Avni       | Giora Hefner           | Agente del Mossad (en entrenamiento) / Empresario        | 11        | 2015 - 2016 |

### Personajes recurrentes
| Actor          | Personaje   | Ocupación | No. de Episodios | Duración    |
| -------------- | ----------- | --------- | ---------------- | ----------- |
| Michael Koresh | Eli Soffer  | -         | 4                | 2015 - 2016 |
| Yoav Levi      | Muammar     | -         | 3                | 2015 - 2016 |
| Alex Ansky     | Aharon Levi | -         | 1                | 2016        |

### Antiguos personajes principales
| Actor            | Personaje     | Ocupación                                          | No. de Episodios | Duración |
| ---------------- | ------------- | -------------------------------------------------- | ---------------- | -------- |
| Alex Chacon      | Max Elbaz     | Criminal / ex-Agente del Mossad (en entrenamiento) | 9                | 2015     |
| Omer Barnea      | Ori Spector   | ex-Agente del Mossad (en entrenamiento)            | 8                | 2015     |
| Rom Barnea       | Ziv Spector   | ex-Agente del Mossad (en entrenamiento)            | 8                | 2015     |
| Vovik Shmulevich | -             | -                                                  | 7                | 2015     |
| Liraz Chamami    | Irit Barash   | ex-Agente del Mossad (en entrenamiento)            | 5                | 2015     |
| Gal Toren        | Avital Vexler | Actor / ex-Agente del Mossad (en entrenamiento)    | 3                | 2015     |
| Yuval Segev      | Hagai Noyman  | -                                                  | 2                | 2016     |

### Antiguos personajes recurrentes
| Actor               | Personaje         | Ocupación        | No. de Episodios | Duración |
| ------------------- | ----------------- | ---------------- | ---------------- | -------- |
| Effi Agami          | Avner Hariri      | -                | 1                | 2015     |
| Israel Atias        | Eyal Deri         | -                | 1                | 2015     |
| Michael Burshtein   | Stephan Sharansky | -                | 1                | 2015     |
| Gabriela Börschmann | Emilia Yanning    | -                | 1                | 2015     |
| Abraham Celektar    | Nissim Siman Tov  | -                | 1                | 2015     |
| Zach Cohen          | George Lausen     | -                | 1                | 2015     |
| Tsahi Halevi        | Liron Hariri      | -                | 1                | 2015     |
| Mirit Fargun        | -                 | Esposa de Kobi   | 1                | 2015     |
| Dana Lerer          | -                 | Esposa de Hanoch | 1                | 2015     |
| Anat Niv            | -                 | Esposa de Micha  | 1                | 2016     |

## Episodios
La serie estuvo conformada por 13 episodios

## Producción
La serie fue creada por Izhar Harlev, Uri Levron y Daniel Syrkin (co-creador), dirigida por Daniel Syrkin y contó con la participación de los escritores Lee Gilat, Harlev, Levron, Syrkin y Ayelet Gundar. Producida por Shlomit Arviv, contó también con el productor ejecutivo Dan Gurfinkel.
La música de la serie estuvo bajo el cargo de Haim Frank Ilfman, mientras que la cinematografía estuvo en manos de Giora Bejach.
La compañía de producción "Reshet" es la encargada de distribuir la serie.
La serie que explora los procesos de entrenamiento y búsqueda de nuevos agentes para el Mossad, el servicio secreto de Israel y uno de los más importantes del mundo, centrándose en cómo los aspirantes a la agencia de inteligencia del Mossad son sometidos a un entrenamiento extenuante y exigente para pertenecer a uno de los cuerpos de élite más destacados del planeta, y cómo cada una de estas personas cambian gracias a la acción de sus instructores. Entran como personas comunes y corrientes y se convierten en expertos capaces de jugar cualquier papel que se les encomiende, sin escrúpulos, dudas ni limitaciones. Una vez terminadas sus instrucciones, son capaces de conseguir sus objetivos con astucia, sofisticación y engaño. 

### Emisión en otros países
| País          | Título     | Cadenas/Línea | Fecha de Inicio | Fecha de Finalización |
| ------------- | ---------- | ------------- | --------------- | --------------------- |
| Brasil        | Mossad 101 | -             | -               | -                     |
| Latinoamérica | Mossad 101 | TNT Series    | 2016            | -                     |